# Edrofônio
Edrofônio é um fármaco inibidor da acetilcolinesterase reversível (parassimpaticomimético) aplicado na medicina para o diagnóstico de miastenia gravis.

## Mecanismo de ação
Ao inibir a enzima que degrada a acetilcolina(Ach), a colinesterase, permite que a Ach estimule por mais tempo os receptores nicotínicos na placa muscular.
As ações do edrofônio são similares às da Neostigmina, mas é absorvido mais rapidamente e tem uma ação mais curta, de cerca de 10 minutos. É uma amina quartenária, não atravessa a barreira hemato-encefálica. Em pacientes com miastenia gravis uma injeção intravenosa causa um rápido aumento da força muscular.

## Reações indesejáveis
Deve-se ter cuidado, pois o excesso pode provocar uma crise colinérgica. Nesse caso, deve-se aplicar um antagonista como atropina ou, de preferência, glicopirrolato.
Pode causar diarreia, vômitos, salivação excessiva, ansiedade, coceira, bradicardia e pânico.